# Fábio Simplício
Fábio Simplício (sinh ngày 23 tháng 9 năm 1979) là một cầu thủ bóng đá người Brasil.

## Đội tuyển bóng đá quốc gia
Fábio Simplício thi đấu cho đội tuyển bóng đá quốc gia Brasil từ năm 2009.

## Thống kê sự nghiệp
| Đội tuyển bóng đá Brasil | Đội tuyển bóng đá Brasil | Đội tuyển bóng đá Brasil |
| Năm                      | Trận                     | Bàn                      |
| ------------------------ | ------------------------ | ------------------------ |
| 2009                     | 1                        | 0                        |
| Tổng cộng                | 1                        | 0                        |